# 표지단백질
표지단백질(Protein tags)은 재조합 단백질에 유전적으로 이식된 펩타이드 서열이다. 종종 이 표지들은 화학작용제를 이용하거나 또는 단백질분해나 인테인 스플라이싱(intein splicing)과 같은 효소적 방법 등을 통해 제거할 수 있다. 표지는 다양한 목적으로 단백질에 부착된다.
친화성 표지(Affinity tags)가 단백질에 부착되며 이 단백질은 본래의 생물학적 재료로부터 친화도를 이용한 기술(Affinity technique)을 이용하여 정제할 수 있다. 이는 키틴결합단백질(CBP), 말토스결합단백질(MBP), 글루타치온-S-전이효소(GST) 등을 포함한다. 폴리(히스티딘) 표지(Polyhistidine-tag)가 단백질 표지 재료로 널리 이용된다. 이는 금속 기질에 결합한다.
가용화 표지(Solubilization tags)는 특히 대장균(E.coli)과 같은 샤페론-결핍 종의 재조합 단백질 발현에서 쓰인다. 이는 적절한 단백질 접힘을 돕고 침전되는 것을 막아준다. 이런것들로는 티오레독신(thioredoxin, TRX)과 poly(NANP)등이 있다. MBP와 GST와 같은 일부 친화성 표지는 가용화 작용제로서 이중역할을 가지기도 한다.
크로마토그래피 표지(Chromatography tags)는 단백질의 크로마토그래피적 성질을 바뀌게 하여 특정 분리 기술에 걸쳐 다른 결과가 가능하게 하는데 이용된다. 종종 이 표지는 FLAG-tag와 같은 다음이온(polyanionic) 아미노산으로 구성된다.
항원 결정기 표지(Epitope tags)는 짧은 펩타이드 서열로서, 이것이 선택되는 이유는 높은 친화도를 가진 항체는 많은 다른 종들에서 확연하게 생산되기 때문이다. 이 표지는 보통 바이러스 유전자에서 유래하기 때문에 이 표지의 높은 면역반응성(immunoreactivity)의 원인이 된다. 항원 결정기 표지는 V5-tag, Myc-tag, Ha-tag 등을 포함한다. 이런 표지는 항체 정제에서도 쓰이지만 그보다는 특히 웨스턴블랏, 면역형광법(immunofluorescence), 면역침강(immunoprecipitation) 실험에서 유용하다.
형광 표지(Fluorescence tags)는 단백질에 가시적인 판독을 하는데 이용된다. GFP와 이것의 변종이 가장 일반적으로 이용되는 형광 표지다.
더욱 진보한 GFP의 적용분야 중 하나는 이 표지를 폴딩 리포터(folding reporter)로 쓰는 것이다. (만약 폴딩이 되면 형광을 띄며, 그렇지 않으면 무색임).
표지단백질은 특정 효소적 변화(예: 비오틴 연결효소 표지(biotin ligase tags))나 화학적 변화(FlAsH) 표지 등 다양한 사용처를 찾을 수 있다.
종종 표지는 단백질의 다양한 기능적 변화를 만들기 위해 결합시킨다.
그러나 각각의 표지를 더하는 것은 본래 단백질 기능이 표지와의 반응을 통해 없어지거나 저해될 수 있는 위험이 있다. 그러므로 정제 후 표지는 일반적으로 특정 단백질분해를 통해 제거된다. (예; TEV protease, Thrombin, Factor Xa 또는 Enteropeptidase)